# Barbarea vulgaris

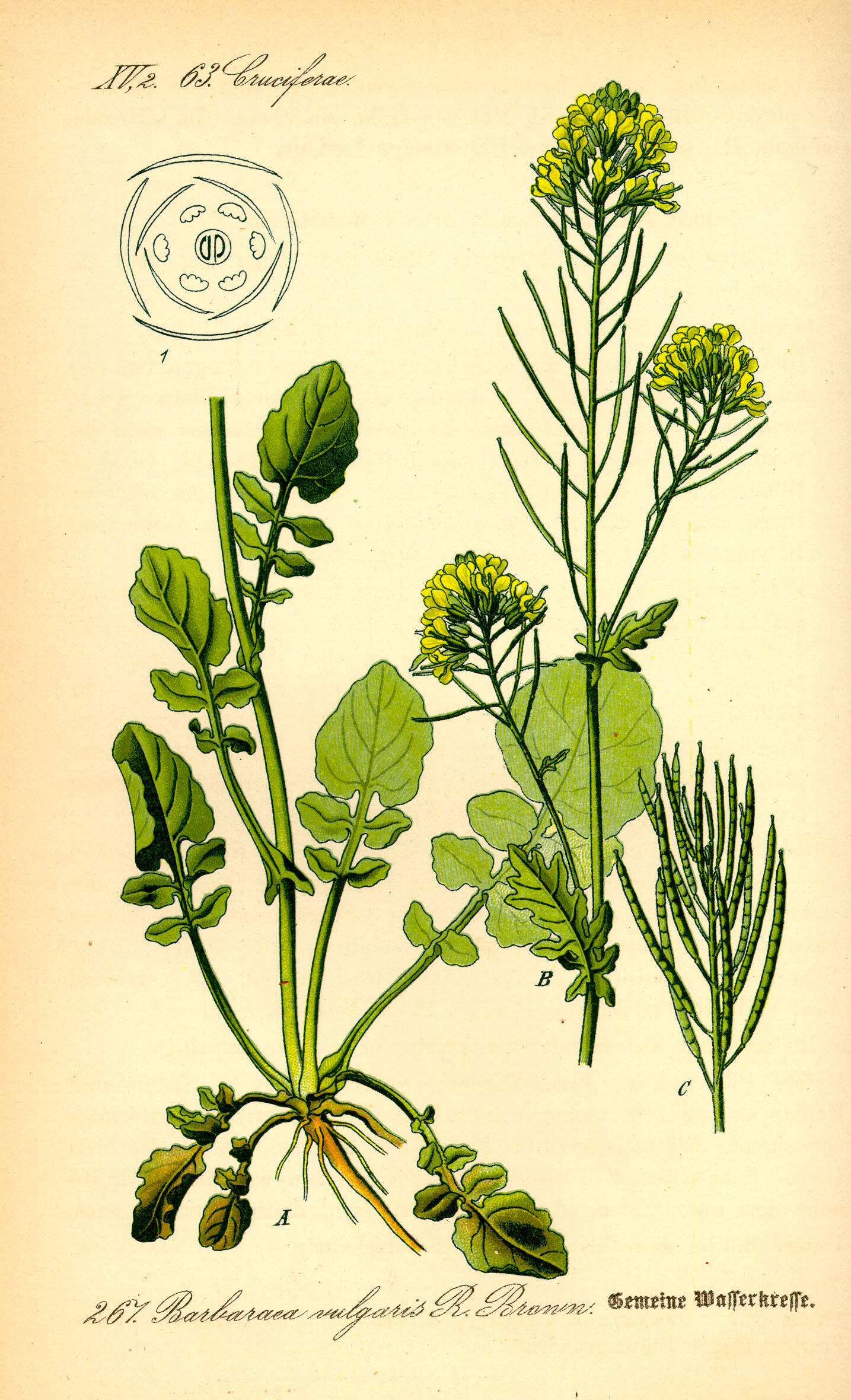
Note-se particularmente os frutos (síliquas) e as folhas da roseta

Barbarea vulgaris, Barbarea arcuata, Barbarea stricta, Sisymbrium barbarea, Campe barbarea, Crucifera arcuata, Crucifera barbarea, Crucifera stricta ou Campe stricta são os nomes científicos que foram colocados à planta também conhecida como agrião-da-terra, erva-de-são-julião, erva-dos-carpinteiros ou erva-de-santa-bárbara. O nome popular "erva-de-santa-bárbara" terá origem, provavelmente, no próprio nome científico da planta (Barbarea) que, por sua vez, talvez tenha origem na região geográfica de Santa Bárbara, na Califórnia - apesar de a planta não ser nativa da América do Norte, mas aí introduzida.  É uma planta herbácea perene ou bienal, da família das Brassicaceae, a que pertencem também os nabos, couves e mostarda. Há quem as considere como ervas daninhas, mas há também quem utilize as suas folhas para salada - de facto, estas contêm uma quantidade apreciável de vitamina C. É usada também, pela medicina popular, como vulnerária (isto é, para a cicatrização de feridas).

## Descrição

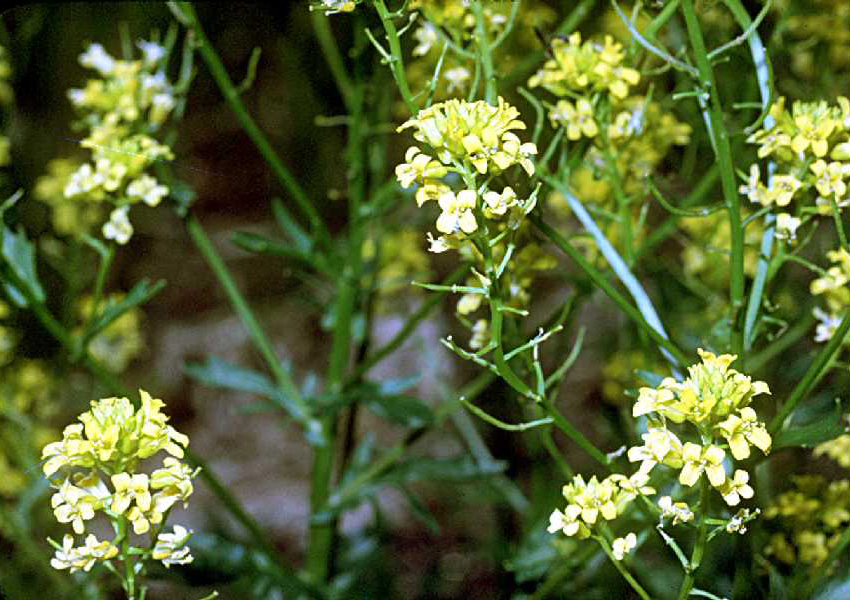
Rácimos bracteados de Barbarea vulgaris

Caracteriza-se pelas suas folhas basilares, em roseta, penatipartidas, longamente pecioladas e terminadas com um lobo, arredondado ou oblongo, de maiores dimensões, na extremidade, além de 1 a 4 pares de lóbulos laterais de menores dimensões à medida que se vão aproximando da Baínha. As folhas caulinares são mais pequenas, com pecíolo de menores dimensões ou mesmo sem pecíolo (sésseis), abraçadas ao caule por uma reentrância auricular. Quanto mais acima estão as folhas caulinares, menores são, além de terem formas diferentes, desde sinuado-lobadas a dentada-angulares, mas nunca penatipartidas, com as da base. São plantas glabras ou esparsamente pilosas. A raiz é aprumada, com o colo (transição para o caule) geralmente de cor roxa, com um único caule na base que depois se ramifica em vários. Atinge de 20 a 60 cm de altura. 

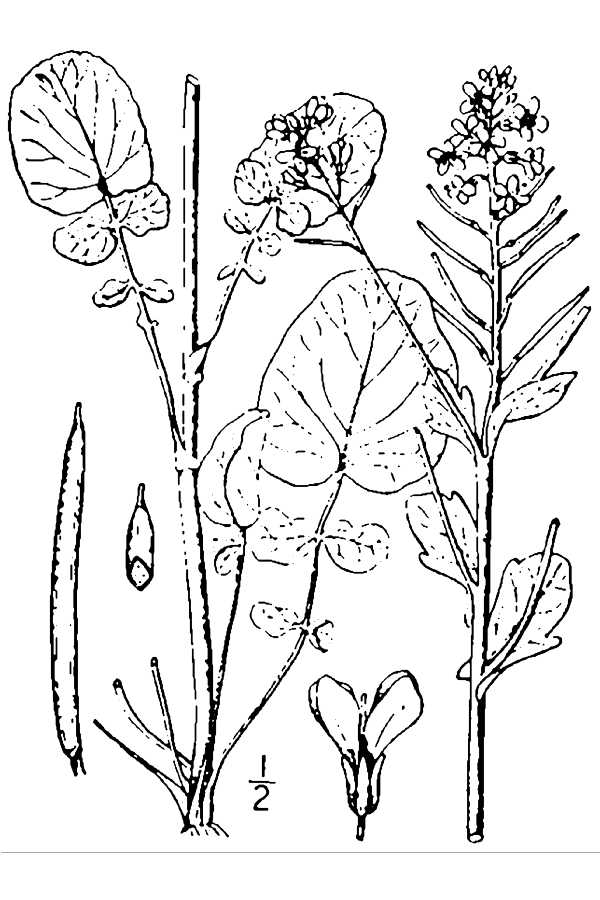
Variedade cujos lobos das folhas basilares se apresentam arredondados

 Os ramos terminam com rácimos bracteados terminais, com pedúnculos de 3 a 6 mm de comprimento, formando inflorescências compostas por flores de pétalas amarelas espatuladas, com 5 a 8 mm de comprimento. As sépalas são verde-amareladas e oblongas. As flores que estão mais próximas da base do rácimo começam a frutificar mais cedo, formando síliquas lineares, de 1 a 3 cm de comprimento, compostas por duas valvas, cada uma com uma fiada de sementes. Floresce de Maio a Junho, no hemisfério norte. É nativa da Europa e regiões temperadas da Ásia.
Existem algumas subespécies, como:
- Barbarea vulgaris arcuata Ait. f. var. arcuata (Opiz ex J.& K. Presl) Fries
- Barbarea vulgaris Ait. f. var. brachycarpa Rouy & Foucaud
- Barbarea vulgaris Ait. f. var. longisiliquosa Carion
- Barbarea vulgaris Ait. f. var. sylvestris Fries

- Commons
- Wikispecies